# Nikolai Petrowitsch Scheremetew

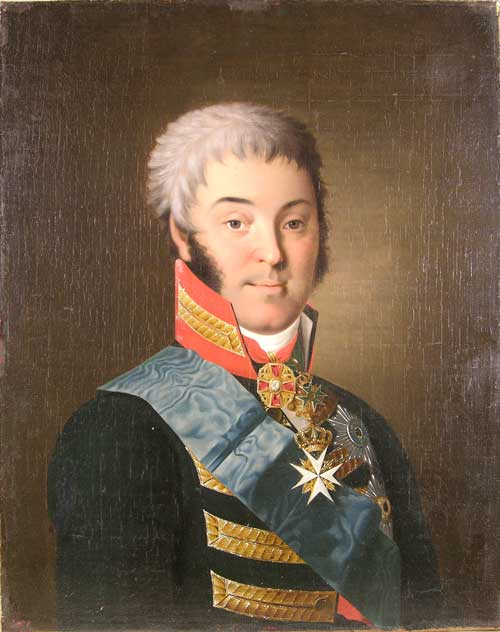
Graf Nikolai Petrowitsch Scheremetew (N. I. Argunow, 1801–1803)

Graf Nikolai Petrowitsch Scheremetew (russisch Николай Петрович Шереметев; * 28. Junijul. / 9. Juli 1751greg.; † 2. Januarjul. / 14. Januar 1809greg. in Moskau) war russischer Kammerherr, Direktor der Moskauer Adelsbank, Direktor der Kaiserlichen Theater und Mäzen.

## Leben
Nikolai Scheremetew, Sohn des Generals en chef und Kunstfreundes Graf Pjotr Borissowitsch Scheremetew und Enkel des Generalfeldmarschalls Graf Boris Petrowitsch Scheremetew, erhielt eine hervorragende häusliche Bildung. 1761 wurde er Kammerjunker. Im folgenden Jahr begann für ihn in der Begleitung von W. G. Wroblewski eine vierjährige Reise in die Niederlande, wo er Vorlesungen an der Universität Leiden hörte, nach England, Frankreich, wo er in Paris das Cellospiel erlernte und Mozart kennenlernte, in die Schweiz und nach Deutschland. Zurück in Russland leistete er wieder den Hofdienst in St. Petersburg.
1777 wurde Scheremetew Hauptdirektor der Moskauer Adelsbank. 1786–1794 gehörte er zum 5. Departement des Senats und 1796–1800 zum Vermessungsdepartement. 1798 wurde er Oberkammerherr, Direktor der Kaiserlichen Theater und Mitglied einer Sonderkommission, die die Rangfolge der Aufnahme russischer Adliger in den Malteserorden festlegen sollte, dessen Großmeister Zar Paul war.
Scheremetew liebte die Musik und das Theater und ließ Stücke im dafür errichteten Theaterflügel des Moskauer Scheremetew-Stadthauses und auch in Kuskowo aufführen, wo Leibeigene zu Schauspielern ausgebildet wurden. Die talentierten Schauspieler und Musiker des Scheremetew-Theaters studierten in St. Petersburg und Moskau. 1792 ließ Scheremetew an dem Scheremetew-Landsitz Ostankino nordöstlich von Moskau das bedeutendste Leibeigenen-Theater seiner Zeit bauen. Dort wurden Opern, Ballette und Komödien aufgeführt. Dabei überwogen die komischen Opern von Nicolas Dalayrac und anderen. Als erster in Russland wandte sich Scheremetew den Reformopern von Gluck zu. 1804 stellte das Leibeigenen-Theater seinen Betrieb ein.
Seit 1797 wohnte Scheremetew im St. Petersburger Scheremetew-Palais an der Fontanka. 1800 nahm Scheremetew seinen Abschied und ließ sich in Moskau in einem Anwesen an der Wosdwischenka-Straße nieder, das er von seinem Schwager Graf A. K. Rasumowski erworben hatte. 1801 heiratete er die leibeigene Schauspielerin Parascha Schemtschugowa, der er bereits 1798 den Freibrief gegeben hatte. Im Februar 1803 gebar sie ihren Sohn Dmitri und starb drei Wochen später. Im April 1803 wurde ihm auf Befehl Zar Alexanders in der Generalversammlung des Senats eine Goldmedaille mit seinem Porträt überreicht.

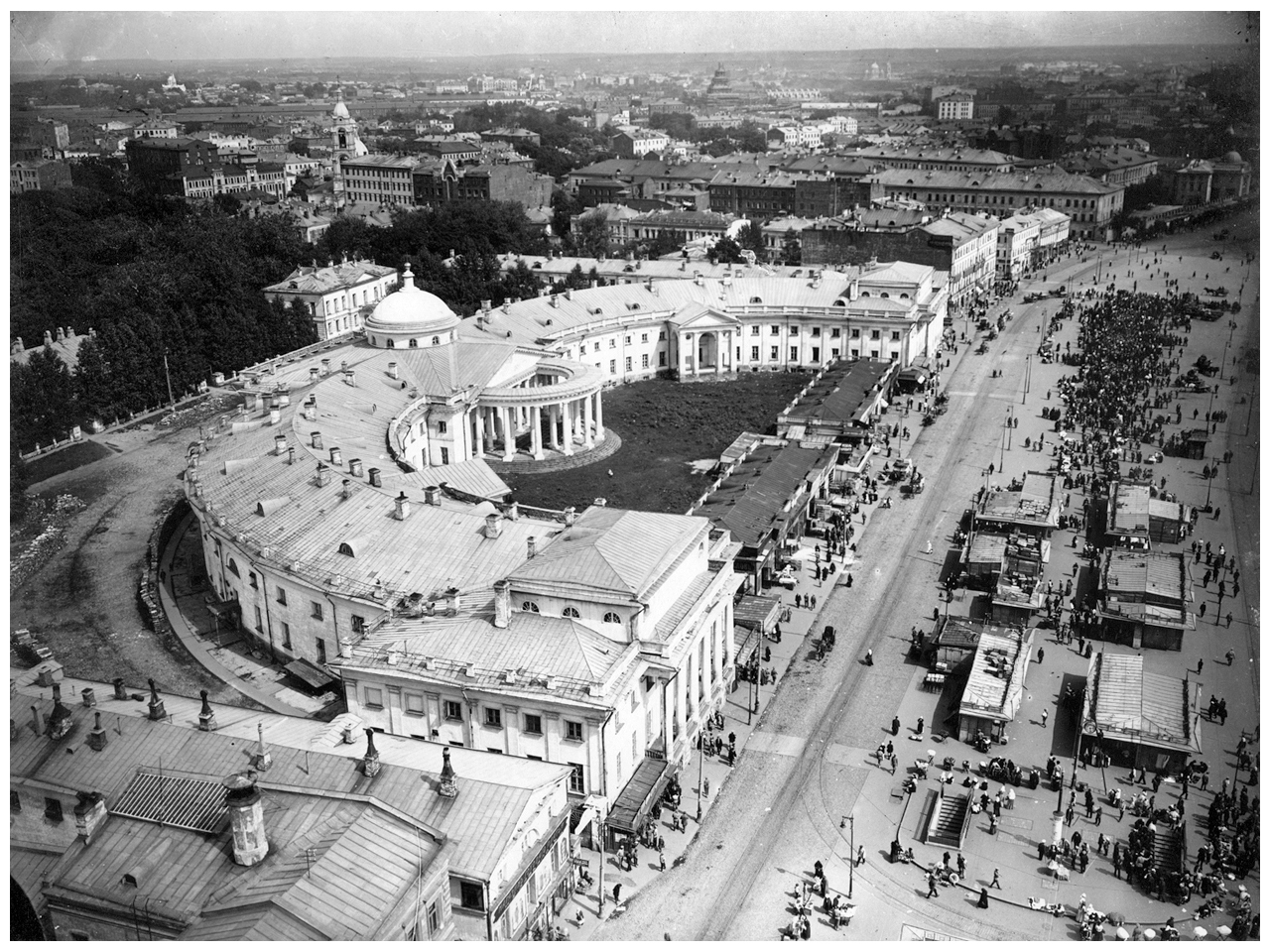
Scheremetews Armen- und Krankenhaus (Sklifossowski-Institut) in Moskau

Entsprechend dem Wunsch seiner verstorbenen Frau widmete sich Scheremetew nun der Wohltätigkeit. Einen Teil seines Kapitals spendete er für die Hilfe für arme Handwerker und junge unverheiratete Frauen und für den Bau eines Armen- und Krankenhauses für Arme in Moskau. Den Bau eines Armenhauses für 100 Menschen beiderlei Geschlechts und eines kostenfreien Krankenhauses mit 50 Betten hatte er bereits Anfang der 1790er Jahre beabsichtigt. Für den Bau bestimmte er ein Grundstück aus dem Erbe seiner Mutter, der letzten Fürstin Tscherkasskaja, und beauftragte den Moskauer Architekten J. S. Nasarow, der bei seinem Verwandten W. I. Baschenow aushalf und viele seiner Techniken anwandte. Er entwarf ein monumentales Herrenhaus im Stile eines Belvedere. Dazu wurde eine Dreifaltigkeitskirche gebaut. Eröffnet wurde das Haus erst 1810 nach dem Tode Scheremetews. Jetzt ist es das Moskauer Sklifossowski-Institut für Medizinische Erste Hilfe.
Neben den Bauten in Kuskowo und Ostankino hatte Scheremetew Häuser in Pawlowsk und Gattschina bauen lassen sowie Kirchen in Klöstern in Moskau, Rostow und an anderen Orten.
Scheremetew wurde im Familienbegräbnis der Scheremetews im St. Petersburger Alexander-Newski-Kloster beigesetzt.

## Ehrungen
- Alexander-Newski-Orden (1794)
- Andreas-Orden (1797)
- Wladimir-Orden (1803)